# Октябрьская (Белореченский район)
Октя́брьская — станица в Белореченском районе Краснодарского края России. Входит в состав Бжедуховского сельского поселения.

## Варианты названия
- Октябрьский,
- Октябрьское[2].

## Географическое положение
Станица расположена в 5 км к северо-западу от центра сельского поселения — станицы Бжедуховской.

## История
Станица Михайловская значилась в распределение населённых мест по уездам, которое было утверждено в 1873 году, и входила в Майкопский уезд с центром в городе Майкоп; в 1914—1916 году преобразована в станицу Князе-Михайловскую. Переименована в Октябрьскую не позже 1925 года.

## Население
| 2002 | 2010 |
| ---- | ---- |
| 418  | ↘368 |

По данным переписи 2002 года в национальной структуре населения станицы преобладают русские (93 %).

## Люди, связанные со станицей
- Шурыгин, Алексей Яковлевич (1927—2012) — уроженец станицы, биохимик, доктор биологических наук, профессор Кубанского университета, Заслуженный деятель науки Кубани, создатель лекарственного препарата «Бализ»[7].